# Saturnaliën

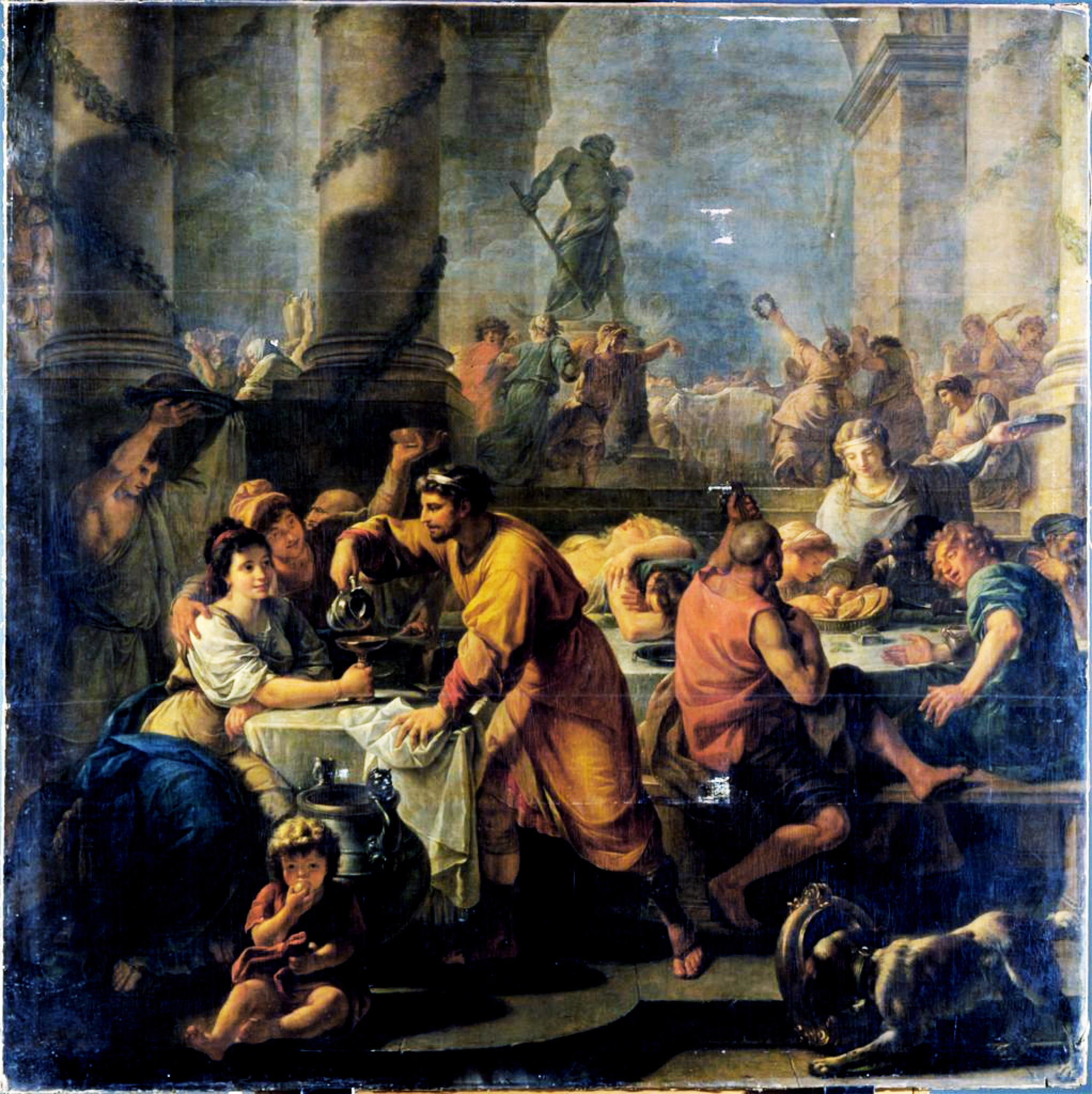
Saturnalia door Antoine-François Callet (1783)

De saturnaliën (Latijn: Saturnalia) was de naam die de Romeinen gaven aan een feestdag op 17 december ieder jaar.
Tijdens de late koningstijd werd in Rome een feest ingericht ter ere van de god Saturnus: de saturnaliën. De Romeinen hadden wel enkele goede redenen om deze god te eren. De mythologische verhalen vertelden dat Saturnus ooit koning geweest was in Italië. Hij kwam per schip aan en zette voet aan wal in het koninkrijk van Janus. Van Janus werd verteld dat hij twee gezichten had, dat hij met de ene kant naar het verleden keek en met de andere kant naar de toekomst. Dit was een eigenschap die elke goede koning zou moeten bezitten, want men moet vooruitziend zijn, maar altijd rekening houden met het verleden. Janus werd ook de god van de doorgangen genoemd. Wanneer men zich in een gebed richtte tot om het even welke god, moest men eerst Janus aanroepen, want hij stond symbool voor de doorgang waarlangs alle andere goden te bereiken waren.

## Mythe
Eenmaal aangekomen in Italië werd Saturnus hartelijk ontvangen door Janus en deze laatste stelde voor aan Saturnus om zijn gast te zijn. Saturnus bracht de onderdanen van koning Janus de kunst van de landbouw bij. Voordien wisten de mensen nauwelijks hoe ze het land moesten bewerken, maar daar bracht Saturnus verandering in. Ook leerde hij zijn volk het schrift kennen en hij voerde het gebruik van munten in. Janus was een en al bewondering voor Saturnus en stelde voor om samen het koninkrijk te regeren. De periode onder koning Saturnus werd “Gouden Jaren” genoemd. Sociale differentiatie bestond er niet, integendeel iedereen was gelijk en mensen hadden geen privébezit. Janus en Saturnus hebben een grote indruk nagelaten op de latere bevolking van Italië. De maand januari werd naar Janus genoemd en in de maand december vonden de saturnaliën plaats, het feest ter ere van Saturnus. En kwam er een einde aan de tweeheerschappij over het koninkrijk toen Saturnus plotseling verdween. Janus was ervan overtuigd dat hierbij goddelijke krachten gemoeid waren. Hij nam enkele maatregelen om Saturnus eer te bewijzen. Zo noemde hij het hele land waar hij koning van was ‘Saturnia’, bouwde een altaar ter ere van de god Saturnus en voltrok enkele rituelen voor de god die hij de Saturnalia noemde. Dat laatste moest het bewijs leveren dat de saturnaliën veel ouder zijn dan de stad Rome zelf.

## Geschiedenis
De eerste rituelen zouden al plaatsgevonden hebben in de archaïsche tijd bij het instellen van het altaar ter ere van Saturnus. Volgens Livius vielen de eerste officiële Saturnalia samen met het jaar waarin de tempel van Saturnus op het Forum Romanum in Rome werd gebouwd, namelijk het jaar 497 v.Chr. 17 december, de dag waarop de Saturnaliën gevierd werden, zou dan de stichtingsdag van de tempel zijn geweest. Zoals eerder gezegd, bestond er dus geen eenduidigheid over hoelang de Saturnalia duurden. Het was zeker dat 17 december de enige officiële feestdag was en dat het oorspronkelijk ook bij een dag bleef. Gaius Julius Caesar paste de Romeinse kalender aan en voegde twee dagen toe aan december. Dit zorgde ervoor dat de Saturnalia uitgebreid werd tot drie dagen feest. Augustus legde administratief vast dat het feest drie dagen duurde, van 17 tot en met 19 december. Op 19 december werd dan de Opalia gevierd. Ops was de vrouw van Saturnus en ze werd geëerd voor haar vruchtbaarheid. De ene auteur legde op schrift vast dat de Saturnaliën één dag duurde, de andere ging ervan uit dat het feest zeven dagen besloeg. Eensgezindheid en duidelijkheid was er niet. Het enige wat met zekerheid gezegd kan worden, is dat het feest begon op 17 december en dat dat de enige officiële feestdag was.
In de 5e eeuw v.Chr. richtte Tullus Hostilius een heiligdom op ter ere van Saturnus met bijhorende feesten omdat hij een klinkende overwinning behaald had tegen de Sabijnen. Tarquinius Superbus besliste enkele jaren later om het bescheiden heiligdom te vervangen door een heuse tempel. In de tempel stond een beeld van een oude man met het hoofd bedekt. In zijn hand hield hij een sikkel, dit was het symbool van Saturnus. De voeten van het beeld waren samengebonden met een wollen draad, tijdens de Saturnalia werd het touw losgemaakt zodat de god ook kon aanschuiven aan de feestdis. De tempel werd sinds het begin gebruikt als archief voor wetteksten en verdragen. Ook de staatskas werd daar bewaard omdat gezegd werd dat tijdens de regeerperiode van koning Saturnus geen enkele diefstal gepleegd was, want niemand had privébezit.

## Viering
Het was een feestdag waar iedereen aan kon deelnemen. De scholen gaven deze dag vrijaf. Het was ook streng verboden om op de feestdag van Saturnus een oorlog te beginnen. Rechtbanken waren gesloten en veroordelingen werden uitgesteld. Met andere woorden: het hele openbare leven lag stil. Iedereen kreeg dan ook de kans om mee te vieren en dit maakte van de Saturnalia een van de populairste feesten onder de bevolking.
Op 17 december begon het saturnaliënfeest. Dit werd natuurlijk gehouden om Saturnus eer te bewijzen, maar ook om het einde van het landbouwjaar te vieren. In de ochtend stonden de mannen al vroeg op om te gaan baden. De klederdracht was ook verschillend in vergelijking met andere feestdagen: de stijve toga bleef in de kast hangen en in plaats daarvan droegen de Romeinse burgers eerder losse, makkelijke gewaden. Op het hoofd droeg men een pileus, een hoed die symbool stond voor de vrijheid; elke vrijgelatene droeg dit hoofddeksel. Na het baden trok iedereen richting het forum naar de tempel van Saturnus, waar offers werden voltrokken ter ere van de god. Tijdens het offeren lieten de Romeinen volgens een overgenomen Grieks gebruik hun hoofd onbedekt. Normaal werd het hoofd tijdens godsdienstige rituelen bedekt met de toga, maar op de Saturnalia geloofden de Romeinen dat geen enkel slecht voorteken de feestelijkheden kon onderbreken. Na de offerplechtigheden was er buiten een officieel banket. Toen de mensen uit elkaar gingen, weerklonk de spreuk ‘Io Saturnalia’. Daarna trokken de meeste mensen huiswaarts om het feest thuis voort te zetten. Dit resulteerde vaak in buitensporige drink – en feestmaaltijden, waardoor saturnalia in het Latijn ook 'orgie' ging betekenen.
Vrienden en familie gaven ook geschenken aan elkaar. Traditioneel werden er kaarsen en aarden maskers of poppen gegeven. Dit ging terug op een verhaal over Hercules en de bevolking die oorspronkelijk aan de voet van de Capitolinus woonden. Een orakel had hen namelijk voorspeld dat men jaarlijks een aantal mensenhoofden en mannen ter ere van Saturnus moest offeren. Toen Hercules ter ore kwam welke wreedheden daar werden begaan, greep hij in. Hij stelde voor om de mensenhoofden te vervangen door aarden poppen en de mensenoffers door kaarsen. Vandaar kwam dus de traditie om deze geschenken cadeau te doen aan de gastheer als men uitgenodigd werd voor het diner. Of men gaf het aan mensen die het verdienden.
Een van de meest opvallende gewoonten van de Saturnaliën is dat de rollen slaaf – heer omgekeerd werden. Tijdens de maaltijd bijvoorbeeld werden de slaven bediend door hun heren. Ook tijdens het dobbelspel, dat normaal verboden was, maar voor de gelegenheid wel toegelaten werd, streden heer en slaaf op gelijke voet. Dit gebaar moest terug doen denken aan de “Gouden Jaren” onder Saturnus waarin er geen onderscheid gemaakt werd tussen de mensen. Het was een kans voor de heren om zo hun slaven te bedanken voor het geleverde werk.
Er bestaan nog altijd twijfels over wanneer het feest voor de eerste keer gevierd werd en hoelang het duurde, maar toch behoorden de Saturnaliën tot de opmerkelijkste en populairste religieuze feesten die in het Romeinse Rijk hebben plaatsgevonden. Het hele sociale leven lag stil op die dag, want iedereen nam deel aan het feest ter ere van de god Saturnus, die landbouw en welvaart over hun land had gebracht. Slaven konden die dag op gelijke voet met hun meester feestvieren en werden zelf door hen bediend, dit kan op zijn minst opmerkelijk genoemd worden.
De Saturnaliën werden later, toen het Romeinse Rijk het christendom als enige toegestane geloof accepteerden, door de christenen overgenomen.